# Shrouk El-Attar
Shrouk El-Attar (em árabe: شروق العطار) é uma engenheira de design eletrônico que nasceu no Egito e vive no Reino Unido como refugiada desde 2007. Ela é uma ativista pelos direitos dos refugiados no Reino Unido e pelos direitos LGBT em seu país natal, o Egito.
Shrouk El-Attar se apresenta como dançarina do ventre em uma performance chamada "Dancing Queer", para arrecadar fundos para honorários de defesa legal para pessoas LGBT no Egito e para ajudar na realocação de pessoas perseguidas e em risco por causa de seu gênero ou sexualidade.
Shrouk El-Attar foi uma das mulheres escolhidas pela BBC em 2018 como uma das 100 mulheres mais influentes do mundo, e foi selecionada pela Instituição de Engenharia e Tecnologia como a Jovem Engenheira do Ano de 2021.

## Infância e estatuto do refugiado
Shrouk El-Attar cresceu em Alexandria, no Egito. Ela percebeu seu interesse sexual por mulheres desde muito jovem, mas foi desencorajada por pessoas ao seu redor, como professores, que lhe disseram que a homossexualidade era um "pecado terrível".
Shrouk El-Attar chegou ao Reino Unido em 2007, aos 15 anos, junto com a mãe e os irmãos. No entanto, seu pedido de asilo foi rejeitado e eles foram deportados durante uma invasão da imigração na casa de sua família enquanto ela estava na casa de um amigo. Shrouk El-Attar acabou recebendo asilo por causa de seu status LGBT. Ela descreve o processo pelo qual passou como difícil e até humilhante: “Tive que produzir provas sobre relações sexuais. Não é a coisa mais legal, ter que ligar para suas ex-namoradas e pedir que elas escrevam sobre a vez que fizeram sexo com você. E, você sabe, é realmente detalhe gráfico. Acho que muitos refugiados LGBT+ tiveram experiências semelhantes, de se sentirem realmente humilhados e desumanizados." Shrouk El-Attar afirma que teve sorte porque já morava no Reino Unido há algum tempo antes de passar pelo processo, mas que outros refugiados que poderiam estar escapando da morte ou do encarceramento não teriam necessariamente o mesmo acesso à correspondência e comunicação para atender a esse tipo de exigência.
Shrouk El-Attar se identifica como Queer, um termo guarda-chuva que abrange uma multidão de minorias sexuais e de gênero. Ela expressou sua convicção de que não estaria viva se tentasse viver sua vida abertamente no Egito, como faz no Reino Unido, referindo-se ao casamento forçado e outros tipos de violência perpetrados contra pessoas LGBT em sua terra natal.

## Ativismo
Em 2018, Shrouk El-Attar se juntou a outros ativistas pelos direitos dos refugiados para se dirigir ao parlamento britânico e contar sobre suas experiências. Uma das principais questões de Shrouk El-Attar em nome dos refugiados é o acesso à educação.
No Egito, no início da adolescência, Shrouk El-Attar estava dois anos à frente de seus colegas de classe e deveria começar a universidade aos 16 anos. Mas sua chegada à Grã-Bretanha mudou tudo isso. Embora em 2018 Shrouk El-Attar estivesse cursando seu mestrado em engenharia na Cardiff University, ela mesma teve negada a chance de estudar na universidade durante os anos em que solicitou asilo, porque a política universitária nacional tratava os requerentes de asilo como estudantes internacionais, sujeitos a taxas muito mais altas, ao mesmo tempo em que os proibia de trabalhar. Isso efetivamente barrou ela e outros alunos em potencial mais vulneráveis. Além disso, isso ocorreu apesar do fato de ela ter sido aceita em todas as universidades às quais se inscreveu.
Enquanto esperava pela oportunidade de concluir o ensino superior, Shrouk El-Attar juntou-se ao grupo ativista STAR - Student Action for Refugees e fez campanha para que os requerentes de asilo fossem tratados como estudantes britânicos no sistema educacional. Atualmente, existem mais de 60 universidades no Reino Unido aceitando requerentes de asilo como estudantes e ela agora faz parte do conselho de administração da instituição de caridade STAR - Student Action for Refugees, com mais de 30.000 voluntários em todo o Reino Unido.
Em março de 2018, Shrouk foi premiada como Jovem Mulher do Ano 2018 pela agência de refugiados das Nações Unidas, ACNUR, por seu trabalho em prol dos direitos dos refugiados no Reino Unido.

### Dancing Queer
Shrouk El-Attar descreve a liberdade que ela descobriu wm ser queer como uma experiência libertadora e transformadora. Mas nem tudo foi bom - dois anos depois de chegar ao Reino Unido, aos 17 anos, sua família descobriu sua identidade queer e seus relacionamentos se desfizeram. Embora forçada a sair de casa ainda jovem e passar por um processo de asilo invasivo e separado, Shrouk El-Attar reconheceu seu próprio privilégio em comparação com seus "irmãos LGBTQ +" no Egito e estava determinada a continuar e lutar por seus direitos como Nós vamos.
Ela começou a dançar em eventos de caridade e políticos como a dançarina do ventre "Dancing Queer", uma persona drag barbada que incorpora suas declarações políticas sobre pelos corporais, padrões de beleza, expressão de gênero, sexualidade e muito mais. Ela arrecada dinheiro para honorários advocatícios e despesas de realocação para gays egípcios perseguidos e trabalha para aumentar a conscientização sobre sua situação.
Seu mais recente dos três discursos ao parlamento, bem como ao ACNUR e sua inclusão na lista BBC 100, veio logo após uma grande repressão às pessoas LGBT no Egito. Embora a homossexualidade não seja tecnicamente ilegal no Egito, as abordagens sociais e governamentais à homossexualidade são extremamente negativas. No final de 2017, durante o show arco-íris da banda Mashrou 'Leila, membros da plateia foram presos por desfraldar uma bandeira do arco-íris em apoio aos direitos LGBT. Um homem foi condenado a seis anos de prisão por 'praticar devassidão' ao voltar do show para casa. Após este incidente, o Conselho Supremo de Regulamentação da Mídia do Egito decidiu proibir 'todas as formas de promoção ou simpatia pela comunidade LGBT nos meios de comunicação, por ser uma 'doença vergonhosa'. A menos que um indivíduo LGBTQ+ vá ao vivo para 'mostrar arrependimento e remorso por sua sexualidade', ele não deve ser retratado de uma forma positiva. Além disso, o Egito está considerando uma nova lei para proibir a homossexualidade, o que provavelmente escalonará a situação dos egípcios LGBTQ.
Shrouk El-Attar levou sua performance por todo o Reino Unido, bem como internacionalmente, para lugares como França, Holanda e Japão.

## Carreira de engenharia e divulgação STEM
Shrouk El-Attar é uma engenheira de design eletrônico. Ela completou seu bacharelado e mestrado em engenharia na Cardiff University. Anteriormente, ela trabalhou como engenheira de design de sistemas em Cardiff, professora assistente de engenharia, intérprete, guia de museu e atriz de teatro e rádio, em produções como Stori, A Telling, no Welsh Millennium Centre, Nothing is Out of Place na Radio Cardiff, e Praxis Makes Perfect (Interactive Theatre) no Teatro Nacional de Wales.
Ela credita seu interesse em Engenharia Eletrônica a uma de suas primeiras memórias, percebendo que as pessoas na TV não eram humanos de pequeno porte vivendo dentro dela; fazendo-a pensar que a eletrônica era uma forma de magia. Agora trabalhando na Renishaw, ela projeta circuitos eletrônicos para codificadores que podem fornecer medições em nanômetros e para máquinas industriais robóticas de medição de coordenadas (CMM).
Ela trabalhou anteriormente com cirurgiões operando no olho e realizou estágios de engenharia na fabricante de microprocessadores, Intel, e com a Fujitsu em Kawasaki, no Japão, onde ela apresentou sobre seu papel no desenvolvimento de produtos de comunicação de rede óptica no idioma japonês. Posteriormente, ela se tornou Mentora da Indústria de Engenharia Eletrônica na Cardiff University, onde estudou.
Para sua pesquisa de mestrado em Ressonância Paramagnética Eletrônica (EPR), ela criou novos métodos utilizando microondas para identificar material orgânico com base no spin quântico do elétron, incluindo alguns tipos de câncer. Durante seu BEng, Shrouk falou na BBC sobre o desenvolvimento de sistemas hidropônicos com Internet das Coisas (IoT) para a start-up galesa Phytoponics. Após a formatura, a Cardiff University decidiu escrever sua edição de ex-alunos sobre ela entre mais de 100.000 ex-alunos.
Shrouk El-Attar expressou que, quando adolescente, não ter permissão para estudar Engenharia na universidade por ser uma solicitante de asilo afetou fortemente sua saúde mental - e que, apesar disso, ela se tornou Embaixadora STEM em 2011. Sua atividade STEM mais recente é ensinar matemática para crianças refugiadas.
Em 2021, Shrouk El-Attar ganhou o prêmio Institution of Engineering and Technology Women's Engineering Society (WES). O prêmio WES é concedido a "um engenheiro comprometido em inspirar a próxima geração de pioneiros STEM diversificados e apaixonados".

## Prêmios e reconhecimentos
- Instituição de Engenharia e Tecnologia local PATW 2015[10]
- Prêmio de Inovação Da Vinci para Engenharia 2016[13]
- 100 Mulheres da BBC, 2018[7]
- Jovem Mulher do Ano do ACNUR 2018[8]
- Instituição de Engenharia e Tecnologia top 6 Jovens Engenheiras no Reino Unido 2019[11]
- Prêmio Jovem Engenheira do Ano - Vencedor do Prêmio WES 2020[14]